# Hugh Griffith (színművész)
Hugh Griffith, született Hugh Emrys Griffith (Egyesült Királyság, Wales, Marian Glas, 1912. május 30. – London, 1980. május 14.) Oscar-díjas walesi színész. 
Az 1930-as évek végétől filmezett. Az 1960-as években volt pályafutása csúcsán. Haláláig folyamatosan foglalkoztatták, elsősorban szórakoztató kalandfilmek és vígjátékok kisebb, de fontos szerepeiben.

## Pályafutása
A walesi születésű Hugh Griffith a helyi iskolákban folytatta elemi tanulmányait. Az egyetemre azonban nem sikerült bekerülnie, ezért a bankszakmában próbált karriert csinálni. Ezzel összefüggésben Londonba költözött, ahol a színjátszás iránt kezdett élénken érdeklődni. Felvételt nyert a Royal Academy of Dramatic Art (RADA) intézményébe, de a második világháború az ő életét is egy időre más irányba terelte. Katonai szolgálatának két fontos helyszíne India és Burma volt. 1947-ben tért vissza a színészi pályára, noha már az 1930-as évek végétől filmezett. Pályafutása első igazi világsikere William Wyler rendezésében készült Ben-Hur (1959) volt, amelyben az életvidám Ilderim sejket formálta meg. Alakításáért Oscar-díjjal jutalmazták. 
Ettől kezdve gyakran hívták kosztümös kalandfilmekbe, és egyik szerepskatulyája lett az élet örömeit olykor mértékkel, máskor mohón habzsoló, korosodó férfi. Marlon Brando, Richard Harris és Trevor Howard partnereként játszott a Lázadás a Bountyn filmváltozatában, de újabb jelentős szakmai sikert Tony Richardson igényes kalandfilmjében, a Tom Jonesban (1963) ért el. Audrey Hepburn apját játszotta a Hogyan kell egymilliót lopni?-ban (1966). Szerencsés év volt számára 1968 is: mind az Oliver! című musicalben, mind pedig a javarészt Magyarországon forgatott Az ezermester / A mesterember című drámában nyújtott alakításaiért elismeréseket kapott, és Golden Globe-díjra jelölték. Emlékezetes epizódalakításokat nyújtott Pier Paolo Pasolini (Canterbury mesék) és Roman Polański (Micsoda?) irányítása alatt is, de érdemes kiemelni Tony Richardson kései szellemes kalandfilmjét, a Joseph Andrewst is: ebben ugyanazt a figurát alakította, mint a Tom Jonesban. Folyamatosan dolgozott a televízió számára is, hollywoodi korszaka alatt pedig a Broadway-n is fellépett. Szívrohamban hunyt el hatvanhét éves korában.

## Filmjei
- 1939: Johnson Was No Gentleman
- 1940: Éjszakai vonat Münchenbe (nincs feltüntetve a stáblistán)
- 1947: Silver Darlings
- 1948: The Three Weird Sisters
- 1948: The First Gentleman
- 1948: So Evil My Love
- 1948: London Belongs to Me
- 1949: The Last Days of Dolwyn
- 1949: Dr. Morelle: The Case of the Missing Heiress
- 1949: Nemes szívek, nemesi koronák (Kind Hearts and Coronets)
- 1949: A Run for Your Money
- 1950: Gone to Earth
- 1951: The Galloping Major
- 1951: Laughter in Paradise
- 1952: Lights Out (tévésorozat, a The Borgia Lamp című epizódban)
- 1952: The Wild Heart
- 1953: Az egymillió fontos bankjegy - The Million Pound Note (nincs feltüntetve a stáblistán)
- 1953: The Titfield Thunderbolt
- 1953: Koldusopera
- 1954: The Sleeping Tiger
- 1955: The Moment of Truth (tévéfilm)
- 1955: Passage Home
- 1955: Quatermass II (tévésorozat)
- 1956: Colonel March of Scotland Yard (tévésorozat, a The Talking Head című epizódban)
- 1957: Lucky Jim
- 1957: The Good Companions
- 1957: Armchair Theatre (tévésorozat, a Now Let Him Go című epizódban)
- 1959: The Waltz of the Toreadors (tévéfilm)
- 1959: Ben-Hur
- 1959: Playhouse 90 (tévésorozat, a The Grey Nurse Said Nothing és a The Second Man című epizódokban)
- 1959: The Story on Page One
- 1960: The Citadel (tévéfilm)
- 1960: The DuPont Show of the Month (tévésorozat, a Treasure Island című epizódban)
- 1960: A nap, amikor kirabolták az Angol Bankot
- 1960: Dow Hour of Great Mysteries (tévésorozat, a The Inn of the Flying Dragon című epizódban)
- 1960: Exodus
- 1962: The Counterfeit Traitor
- 1962: Lisa
- 1962: A tárgyalás (Term of Trial)
- 1962: Lázadás a Bountyn (Mutiny on the Bounty)
- 1963: Hide and Seek
- 1963: Tom Jones
- 1964: The Bargee
- 1965: The Walrus and the Carpenter (tévésorozat)
- 1965: The Amorous Adventures of Moll Flanders
- 1966: Il marito è mio e l'ammazzo quando mi pare
- 1966: Dare I Weep, Dare I Mourn (tévéfilm)
- 1966: A mák virága is virág (Poppies Are Also Flowers)
- 1966: Hogyan kell egymilliót lopni? (How to Steal a Million)
- 1967: Brown Eye, Evil Eye
- 1967: Oh Dad, Poor Dad, Mama's Hung You in the Closet and I'm Feeling So Sad
- 1967: A Gibraltár tengerésze (The Sailor from Gibraltar)
- 1967: ABC Stage 67 (tévésorozat, a Dare I Weep, Dare I Mourn? című epizódban)
- 1968: Az erényöv (La Cintura di castità)
- 1968: Oliver!
- 1968: Az ezermester / A mesterember (The Fixer)
- 1970: Kezdődhet a forradalom, de nélkülem (Start the Revolution Without Me)
- 1970: Üvöltő szelek
- 1970: Cry of the Banshee
- 1971: Whoever Slew Auntie Roo?
- 1971: A förtelmes Dr. Phibes
- 1971-1973: Thirty-Minute Theatre (tévésorozat, a The Proposal, az Uncle Rollo és a The Joke című epizódokban)
- 1972: Crescete e moltiplicatevi (1972)
- 1972: Clochemerle (tévésorozat)
- 1972: Canterbury mesék (I racconti di Canterbury)
- 1972: Dr. Phibes visszatér
- 1973: Micsoda? (What?)
- 1973: Luther
- 1973: The Final Programme
- 1973: Craze
- 1973: Emelj hát fel, szerelmem! (Take Me High)
- 1973: Great Mysteries (tévésorozat, a The Inspiration of Mr. Budd című epizódban)
- 1974: Cugini carnali
- 1975: Legend of the Werewolf
- 1976: The Passover Plot
- 1977: Casanova & Co.
- 1977: Joseph Andrews
- 1977: Zűrzafír, avagy hajsza a kék tapírért (The Last Remake of Beau Geste)
- 1978: Grand Slam (tévéfilm)
- 1978: A Sátán kutyája (The Hound of the Baskervilles)
- 1979: A Nightingale Sang in Berkeley Square
- 1992: Under Milkwood (tévéfilm) (archív hangfelvételről)

## Fontosabb díjak
Oscar-díj
- 1960 díj Ben-Hur, a legjobb férfi epizódszereplő
- 1964 jelölés Tom Jones, a legjobb férfi epizódszereplő

BAFTA-díj
- 1964 jelölés Tom Jones, a legjobb brit színész

Golden Globe-díj
- 1964 jelölés Tom Jones, a legjobb férfi epizódszereplő
- 1969 jelölés Oliver! és Az ezermester / A mesterember, a legjobb férfi epizódszereplő